# Fenelzina
La fenelzina es un antidepresivo del grupo de los inhibidores de la monoaminooxidasa (IMAO). La fenelzina es un IMAO no selectivo, es decir que inhibe tanto las monoaminooxidasas del tipo A como del tipo B.
Fue el primer antidepresivo disponible en el mercado, y aunque —al igual que los demás IMAO— ha sido sustituido en la mayoría de los casos por medicamentos más modernos, su acción farmacológica distinta a estos hace que siga siendo muy eficaz en el tratamiento de depresiones atípicas y de aquellas que no responden a otros medicamentos, así como en el tratamiento de la ansiedad pronunciada.

## Farmacología
La fenelzina es administrada por vía oral como sulfato de fenelzina, y es absorbida rápidamente a través del tracto gastrointestinal. Aunque su vida media es corta, sus efectos permanecen vigentes durante semanas una vez se deja de tomar, hasta que el propio organismo vuelve a producir suficiente monoaminooxidasa. La fenelzina se metaboliza en el hígado y es excretada en la orina.

## Indicaciones
- Depresión atípica
- Ansiedad
- Bulimia
- Fobia social

## Efectos secundarios
Los efectos secundarios más comunes son fatigas, insomnio, dolores de cabeza, disfunción sexual, retención urinaria, estreñimiento o diarrea, sequedad de boca, síndrome de Parkinson y temblores. La mayoría o la totalidad de estos efectos secundarios desaparecen generalmente al cabo de un tiempo y ajustando minuciosamente las dosis a tomar.

## Precauciones importantes
Al igual que en el caso de otros IMAO, los pacientes que toman fenelzina deben observar escrupulosamente unas limitaciones en la toma de determinados alimentos, que son los que contienen tiramina. El motivo es que la fenelzina, al inhibir las monoaminooxidasas, impide también la metabolización suficiente de la tiramina, y un exceso de tiramina en el organismo origina peligrosas subidas de la presión sanguínea, que pueden llegar a causar graves accidentes vasculares en el cerebro. Entre los alimentos que no deben tomarse se encuentran los quesos, los vinos y la cerveza, los embutidos, la fruta madura, y otros muchos. Es importante obtener del médico una lista detallada de tales alimentos.
De la misma forma, deben evitarse numerosos medicamentos que reaccionan con la fenelzina, por lo que el médico proporcionará al paciente asimismo una lista detallada de tales fármacos.
Otro riesgo grave inherente a la fenelzina es el fallo hepático agudo, que ha sido observado en pacientes con enfermedades hepáticas, de edad avanzada, que han tomado alcohol o determinados medicamentos contraindicados, o que han padecido infecciones virícas 
.

## Cambio reciente de fórmula
En 2003, los laboratorios Pfizer, fabricantes originales del fármaco, llevaron a cabo un cambio en la fórmula del medicamento. Fueron eliminados varios excipientes, incluidos algunos que se utilizan en el recubrimiento de las píldoras. Debido a ello se ha informado que numerosos pacientes que lo toman han notado una sensible disminución del efecto del medicamento, debido muy probablemente —entre otras causas— a que el recubrimiento de las píldoras no resiste la acción de los ácidos gástricos.
Adicionalmente se da el caso de que ya no es Pfizer quien fabrica la marca comercial, sino un laboratorio del Reino Unido, Concord Pharmaceuticals, que no dispone de las instalaciones y maquinarias de las grandes empresas farmacéuticas, lo cual puede ser también un motivo de la disminución del efecto del medicamento en algunos pacientes. El hecho de haber cedido Pfizer la producción de la Fenelzina a un laboratorio pequeño, es debida sin lugar a duda a que el número de pacientes que toman este medicamento ha disminuido drásticamente en todo el mundo. Se estima que dicho número es en la actualidad únicamente de unas 80000 personas.[cita requerida]